# 鈴木米香
鈴木 米香（すずき まいか、1996年10月6日 - ）は、日本の女優である。
千葉県出身。ヒラタオフィス所属。血液型はO型。

## 出演作品

### テレビドラマ
- チャレンジド（2009年、NHK総合）- 斎木由岐奈 役
- わが家の歴史 第1夜（2010年、フジテレビ）- 八女房子 役
- みぽりんのえくぼ（2010年8月28日、日本テレビ）
- 3年B組金八先生ファイナル 〜「最後の贈る言葉」4時間SP（2011年3月27日、TBS）- 米田美穂 役
- チャレンジド 〜卒業〜（2011年5月14日・5月21日、NHK総合）- 斎木由岐奈 役
- 鈴木先生（2011年、テレビ東京）- 太田ルミ 役
- 仮面ライダーフォーゼ 第9、10話（2011年、テレビ朝日）- 岡村雅美 役
- 家政婦のミタ 第6話（2011年、日本テレビ）
- 都市伝説の女 Part2 第5話（2013年、テレビ朝日）- 梅田まりえ 役

### テレビ番組
- わたしが子どもだったころ 第57回 ムットーニ（武藤政彦）篇（BS hi、2008年10月15日・NHK総合、2009年1月5日）- 明美役

### 映画
- 火垂るの墓（2008年）- 本城和子 役
- Oh!透明人間（2010年）- 萩谷ルミ 役
- 仮面ライダーフォーゼ  THE MOVIE みんなで宇宙キターッ!（2012年） - 岡村雅美 役（友情出演）

### テレビアニメ
- 侵略！イカ娘 ＃10（2010年）- 後輩A 役

### CM
- 全共連・JA共済 （2008年）つながる想い・表札篇